# Eleanor Coade
Eleanor Coade (geb. am 3. Juni 1733 in Exeter; gest. am 18. November 1821 in Camberwell) war eine britische Erfinderin, Geschäftsfrau und Produzentin der in der Georgianischen Architektur beliebten Statuen und Dekorationen aus dem von ihr entwickelten und nach ihr benannten Kunststein Coade-Stein. 
Sie war Tochter eines Wollhändlers. Sie begann mit der Arbeit an der Formel für die Herstellung von Kunststeingut nach dem Tod ihres Vaters 1769. Sie fand einen Geschäftspartner in Daniel Pincot am Narrow Wall in Lambeth, der Kunststeinmaterial herstellte. Zwei Jahre später wurde sie alleinige Geschäftsführerin des Unternehmens, nachdem sie ihren Geschäftspartner entlassen hatte. Sie fand schließlich eine Formel, die sie bekannt machte und im 18. Jahrhundert ihre aus dem Coade-Stein gefertigten Werke rasch Verbreitung finden ließ, bis er durch den billigeren Portlandzement verdrängt wurde.
Im 19. Jahrhundert wurden viele Antiken und Statuen auf öffentlichen Plätzen bzw. Fassadenschmuck mit diesem Material hergestellt, aber auch in der Gartenarchitektur fand dieses Verbreitung. In Deutschland arbeitete u. a. der Bildhauer Martin Gottlieb Klauer mit dem Material.